# Sortosa
Sortosa is een geslacht van schietmotten van de familie Philopotamidae.

## Soorten
- S. angulata (F Schmid, 1964)
- S. appendiculata (OS Flint, 1967)
- S. bifida (OS Flint, 1970)
- S. bispinosa (OS Flint, 1967)
- S. chilensis (L Navas, 1918)
- S. duplex (F Schmid, 1964)
- S. dupliplex (OS Flint, 1983)
- S. edwardi HH Ross, 1956
- S. elongata (F Schmid, 1964)
- S. elongatoides (OS Flint, 1967)
- S. flavipunctata F Schmid, 1955
- S. michelbacheri HH Ross, 1956
- S. paxillifera (OS Flint, 1970)
- S. pectinifera F Schmid, 1958
- S. prolixa (OS Flint, 1983)
- S. scopula (OS Flint, 1983)
- S. spectabilis (OS Flint, 1983)
- S. spinifera F Schmid, 1958
- S. spinosella (OS Flint, 1970)
- S. ventricosta (OS Flint, 1983)